# Steve Katz
Steve Katz (New York, 9 maggio 1945) è un musicista e produttore discografico statunitense.

## Biografia
Iniziò la sua carriera alla fine degli anni cinquanta in un programma di una televisione locale di Schenectady.
È diventato famoso per aver fondato la band Blood, Sweat & Tears. Prima di essere entrato nella band ha suonato con i Blues Project e dopo ha fatto parte del supergruppo American Flyer. Ha inoltre prodotto molti album tra cui Sally Can't Dance e Rock N Roll Animal di Lou Reed e Night Lights di Elliott Murphy